# Emoia battersbyi
Emoia battersbyi là một loài thằn lằn trong họ Scincidae. Loài này được Procter mô tả khoa học đầu tiên năm 1923.